# Vincent Matz
Vincent Matz es un deportista francés que compitió en remo. Ganó una medalla de bronce en el Campeonato Mundial de Remo en Sala de 2020, en la prueba de 500 m.

## Palmarés internacional
| Campeonato Mundial | Campeonato Mundial | Campeonato Mundial | Campeonato Mundial |
| Año                | Lugar              | Medalla            | Prueba             |
| ------------------ | ------------------ | ------------------ | ------------------ |
| 2020               | París (Francia)    | Medalla de bronce  | 500 m              |